# Parauta

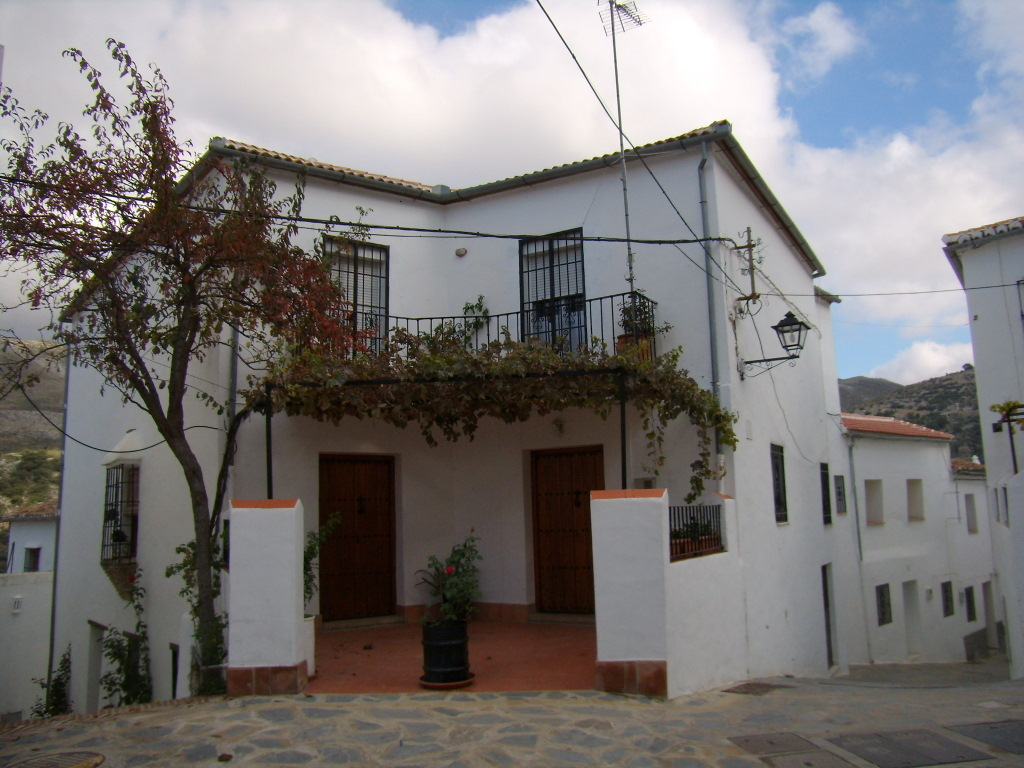

Parauta est une commune de la province de Malaga dans la communauté autonome d'Andalousie en Espagne.